# Thulinia
Thulinia é um género botânico pertencente à família das orquídeas (Orchidaceae).